# ザッパ・イン・ニューヨーク
『ザッパ・イン・ニューヨーク』（Zappa in New York）は、フランク・ザッパが1978年に発表したライブ・アルバム。オリジナルLPは2枚組・10曲入りで、CD化に伴い、5曲が追加収録された。

## 内容
1976年12月にニューヨークで行われた4公演をまとめた内容。ジャズ/フュージョン系のプレイヤーや、テレビ番組『サタデー・ナイト・ライブ』のナレーターとして知られるドン・パルド等、多くのゲストが参加した。
テリー・ボジオがリード・ボーカルを担当した「パンキーズ・ウィップス」の歌詞は、エンジェル（Angel）のギタリスト、パンキー・メドウズを揶揄した内容。ザッパは同曲も収録するつもりだったが、エンジェルはワーナー・ブラザース・レコードの所属バンドであったため、当時ザッパ作品を配給していたワーナー・ブラザースにより、「パンキーズ・ウィップス」はオリジナルLPから外された。但し初回プレス版には含まれており、イギリスでは回収されず市場に流れた。この曲は、1983年発売のライブ・アルバム『ベイビー・スネイクス』で再レコード化されることとなった。同じくアルバム1曲目「ティティーズ・アンド・ビール」からパンキー・メドウズに言及した箇所も第2版ではカットされた。
1991年以降のCD化では、前述の「パンキーズ・ウィップス」に加え、更に4曲が追加収録され、他にも「ティティーズ・アンド・ビール」がロング・ヴァージョンとなる等の変化があった。同時にイギリスではオリジナル初回版と同じ曲目でLP再発された。
収録曲の大半は新曲だが、「ソファ」はアルバム『ワン・サイズ・フィッツ・オール』（1975年）収録曲の別アレンジで、「ビッグ・レッグ・エマ」は1967年発表のシングル曲。CDボーナス・トラックのうち、「クルージング・フォー・バーガーズ」はアルバム『アンクル・ミート』（1969年）、「アイム・ザ・スライム」は『オーヴァーナイト・センセーション』（1973年）、「拷問は果てしなく」は『ズート・アリュアーズ』（1976年）収録曲のライブ・ヴァージョン。本作では2パートに分かれている新曲「ザ・ブラック・ページ」は、allmusic.comにおいて「ザッパの作品の中でも最も捩れていて、複雑で、挑戦的な曲の一つ」と評されたインストゥルメンタルで、1991年発売のライブ・アルバム『メイク・ア・ジャズ・ノイズ』にはニュー・エイジ・ヴァージョンが収録された。

## 収録曲
全曲フランク・ザッパ作。

### 初回版LP

#### サイド1
1. "Titties & Beer" - 5:28
2. "I Promise Not to Come in Your Mouth" - 3:31
3. "Punky's Whips" - 10:59

#### サイド2
1. "Sofa" - 3:15
2. "Manx Needs Women" - 1:37
3. "The Black Page Drum Solo/Black Page #1" - 4:06
4. "Big Leg Emma" - 2:17
5. "Black Page #2" - 5:43

#### サイド3
1. "Honey, Don't You Want a Man Like Me?" - 4:15
2. "The Illinois Enema Bandit" - 12:40

#### サイド4
1. "The Purple Lagoon" - 17:09

### 第2版LP

#### サイド1
1. "Titties & Beer" - 5:02
2. "I Promise Not to Come in Your Mouth" - 3:31
3. "Big Leg Emma" - 2:17

#### サイド2
1. "Sofa" - 3:15
2. "Manx Needs Women" - 1:37
3. "The Black Page Drum Solo/Black Page #1" - 4:06
4. "Black Page #2" - 5:43

#### サイド3
1. "Honey, Don't You Want a Man Like Me?" - 4:15
2. "The Illinois Enema Bandit" - 12:40

#### サイド4
1. "The Purple Lagoon" - 17:09

### CD

#### ディスク1
1. ティティーズ・アンド・ビール - "Titties & Beer" - 7:36
2. クルージング・フォー・バーガーズ - "Cruisin' for Burgers" - 9:12
3. アイ・プロミス・ノット・トゥー・カム・イン・ユア・マウス - "I Promise Not to Come in Your Mouth" - 3:32
4. パンキーズ・ウィップス - "Punky's Whips" - 10:51
5. ハニー、ドント・ユー・ウォント・ア・マン・ライク・ミー? - "Honey, Don't You Want a Man Like Me?" - 4:12
6. ザ・イリノイ・エネマ・バンディット - "The Illinois Enema Bandit" - 12:41

#### ディスク2
1. アイム・ザ・スライム - "I'm the Slime" - 4:24
2. パウンド・フォー・ブラウン - "Pound for a Brown" - 3:41
3. マンクス・ニーズ・ウィメン - "Manx Needs Women" - 1:51
4. ザ・ブラック・ページ・ドラム・ソロ〜ブラック・ページ#1 - "The Black Page Drum Solo/Black Page #1" - 3:50
5. ビッグ・レッグ・エマ - "Big Leg Emma" - 2:17
6. ソファ - "Sofa" - 2:56
7. ブラック・ページ#2 - "Black Page #2" - 5:36
8. 拷問は果てしなく - "The Torture Never Stops" - 12:35
9. ザ・パープル・ラグーン〜アプロクシメイト - "The Purple Lagoon/Approximate" - 16:40

## 参加ミュージシャン
- フランク・ザッパ - リードギター、 ボーカル
- レイ・ホワイト - リズムギター、ボーカル
- エディ・ジョブソン - キーボード 、ヴァイオリン、ボーカル
- パトリック・オハーン - ベース、ボーカル
- テリー・ボジオ - ドラムス、ボーカル
- ルース・アンダーウッド - パーカッション、シンセサイザー
- ドン・パルド – ナレーション
- デイヴ・サミュエルズ - ティンパニ、ヴィブラフォン
- ランディ・ブレッカー - トランペット
- マイケル・ブレッカー - テナー・サックス、フルート
- ルー・マリニ – アルト・サックス、フルート
- ロニー・キューバー - バリトン・サックス、クラリネット
- トム・マローン - トロンボーン、トランペット、ピッコロ

下記ミュージシャンはスタジオでのオーバーダビングのみ参加。
- ジョン・ベルガモ – パーカッション
- エド・マン – パーカッション
- ルー・アン・ニール - ハープ